# Synagoge (Luxemburg)

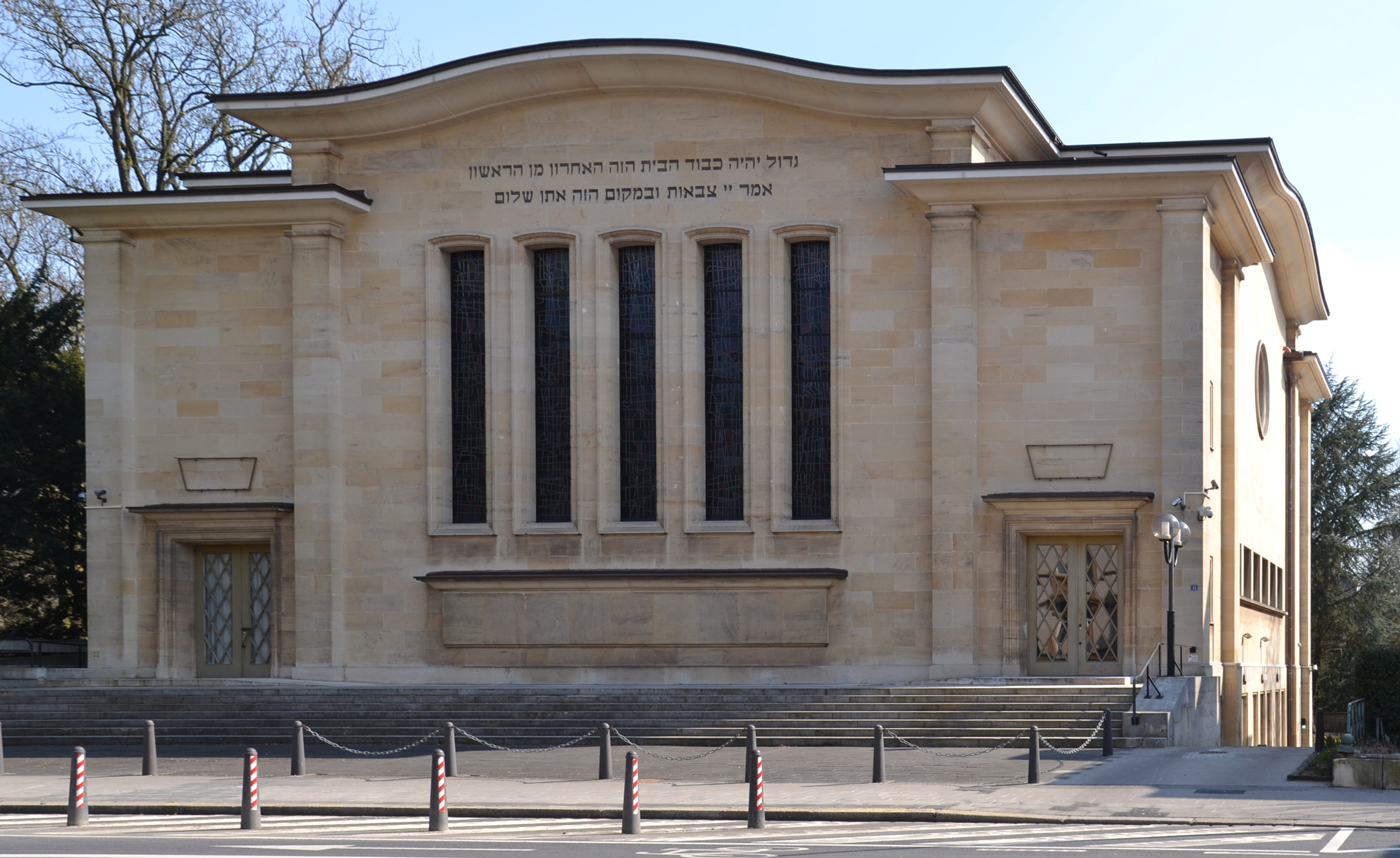
Synagoge in der Stadt Luxemburg

Die Synagoge in der Stadt Luxemburg wurde 1953 eingeweiht. Sie befindet sich in der Avenue Monterey.
Die Synagoge wurde nach den Plänen der Architekten Victor Engels und René Maillet errichtet und am 28. Juni 1953 feierlich eingeweiht.